# Cosmozetes instans
Cosmozetes instans är en kvalsterart som beskrevs av Sandór Mahunka 2005. Cosmozetes instans ingår i släktet Cosmozetes och familjen Microzetidae. Inga underarter finns listade i Catalogue of Life.